# Galeopsis pubescens
Galéopsis pubescent
Espèce
Galeopsis pubescens, le Galéopsis pubescent, est une espèce de plantes à fleurs de la famille des Lamiacées.